# Koniec babiego lata
Koniec babiego lata – polski film obyczajowy z 1974 roku.

## Występują
- Krystyna Adamiec-Kozłowska – Misza, dziewczyna Józka
- Krzysztof Kolberger – Józek
- Ewa Żukowska – Marysia Kozłowa, żona Janka
- Krzysztof Majchrzak – Janek Kozioł
- Juliusz Kalinowski – Klimek Bania
- Celina Maria Klimczak – Zosia, ciotka Józka
- Jerzy Krasuń(inne języki) – Olek, syn ciotki Zosi
- Katarzyna Łaniewska – Kozłowa, matka Janka, ciotka Józka
- Bogusław Sochnacki – Władek, wuj Józka

## Fabuła
Mieszkający w Warszawie fotograf Józek (Krzysztof Kolberger) i jego dziewczyna Misza (Krystyna Adamiec), początkująca aktorka, przyjeżdżają do wsi Babie Lato. Pobyt na łonie natury traktują jako okazję do wypoczynku i odnowienia starych znajomości. Nagle pojawia się kłótliwy Klimek Bania. Z jego wypowiedzi wynika, że w rodzinie Józka nie zawsze było w zgodzie z szóstym przykazaniem. Na Józku nie robi to wrażenia, co niepokoi jego dziewczynę.